# Als de sterren zingen
Als de sterren zingen is een Nederlands jeugdboek geschreven door de Nederlands-Indonesische schrijfster Tonke Dragt (1930-2024). Het boek werd gepubliceerd in 2017 en wordt uitgegeven door Leopold. Als de sterren zingen bevat gebundelde verhalen, aangevuld met collages, illustraties en schilderijen, eveneens van de hand van Dragt.